# Dactylospora borealis
Dactylospora borealis är en lavart som beskrevs av Håkon Holien och Per Gerhard Ihlen. Dactylospora borealis ingår i släktet Dactylospora, och familjen Dactylosporaceae. Arten är reproducerande i Sverige.